# Arnos Grove (Metropolitano de Londres)

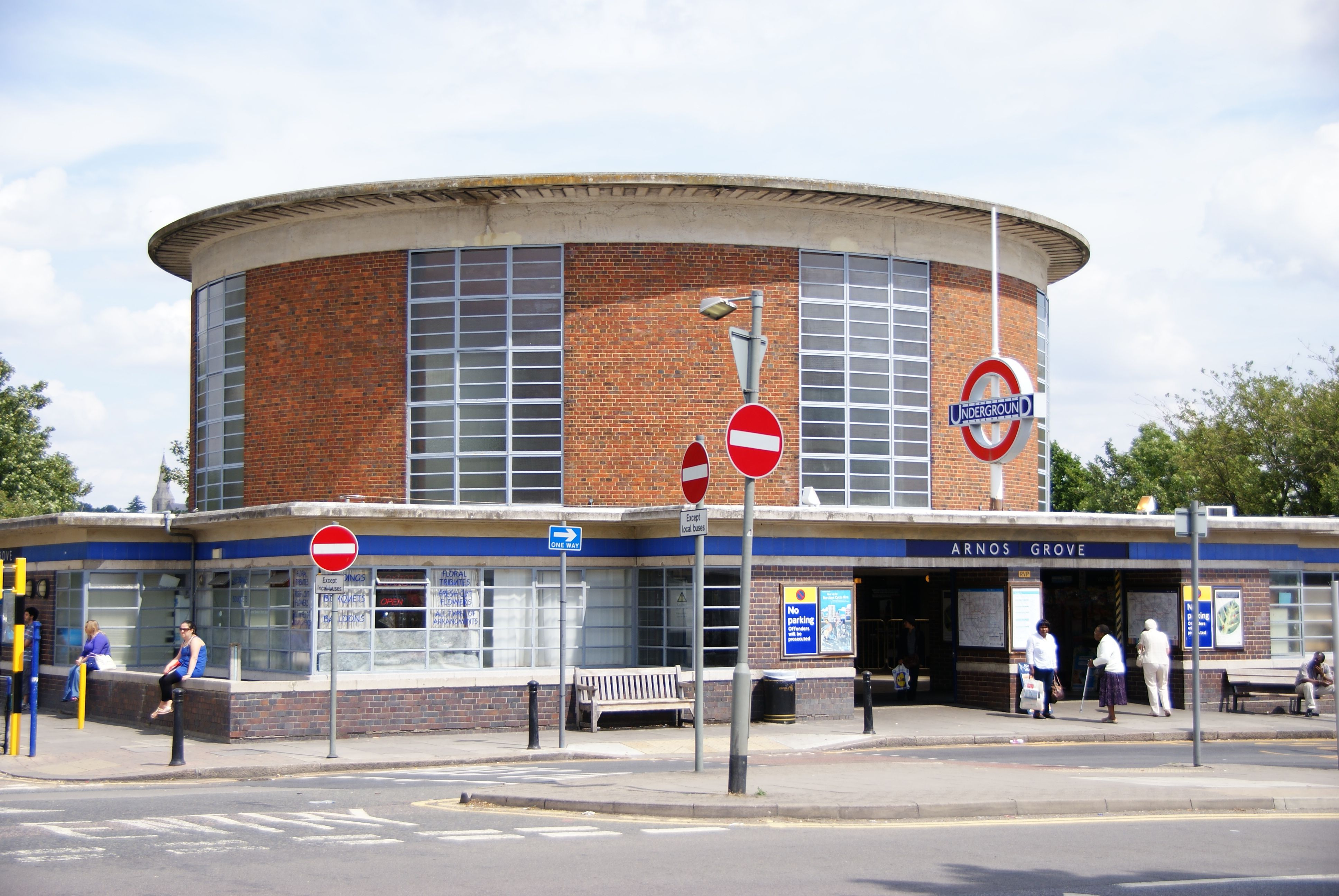
Exterior da estação

Arnos Grove é uma estação do Metrô de Londres localizada em Arnos Grove, no borough londrino de Enfield, Londres. Fica na linha Piccadilly entre as estações Bounds Green e Southgate e está na Travelcard Zone 4. A estação foi inaugurada em 19 de setembro de 1932 como a estação mais ao norte na primeira seção da extensão da linha Piccadilly de Finsbury Park a Cockfosters. Foi o término da linha até que os serviços foram estendidos para Oakwood em 13 de março de 1933. Ao viajar do leste de Barons Court e através do Centro de Londres, Arnos Grove é a primeira estação de superfície após a longa seção de túnel da linha Piccadilly. A estação possui quatro plataformas voltadas para três trilhos.
A estação foi projetada pelo arquiteto Charles Holden e foi descrita como uma obra significativa da arquitetura moderna. Em 19 de fevereiro de 1971, a estação foi listada como Grau II. Em 2005, a estação foi remodelada mantendo também os elementos patrimoniais. Em julho de 2011, o status listado de Arnos Grove foi atualizado para Grau II*. A estação foi premiada com o Melhor Revelação e o Melhor Jardim Geral na competição Underground in Bloom 2011 e também na competição London in Bloom.

## Localização
A estação está localizada na A1110 Bowes Road, atendendo uma área residencial de médio porte. Arnos Grove é a primeira estação de superfície após o longo trecho do túnel que começa a leste de Barons Court e passa pelo Centro de Londres. A estação e a vizinhança de Arnos Grove levam o nome da propriedade de Arnos Grove, que ficava ao norte da estação. A estação faz parte do grupo de estações Arnos Grove, compreendendo todas as sete estações de Cockfosters a Turnpike Lane, e o escritório de administração do grupo fica na estação Arnos Grove. Ligada à estação por uma passagem à beira da linha está Ash House, que é um depósito de motoristas. As atrações próximas incluem o Arnos Park, a Broomfield School e a Bowes Road Library. Arnos Grove é conhecido por sua bilheteria circular e por ser um bairro tranquilo, tranquilo e verde até a década de 1960. Quando veio a extensão da linha Piccadilly, vilas eduardianas foram construídas na área.

## História
A Great Northern Railway (GNR) e a sua sucessora, a London and North Eastern Railway (LNER), recusaram durante muitos anos o consentimento para qualquer extensão aos subúrbios de Haringey e Enfield. Em 1902, foi obtida a aprovação parlamentar para proibir quaisquer novas extensões das linhas do metrô de Londres em direção ao norte de Finsbury Park. Isso criou um gargalo em Finsbury Park, na época o terminal norte da linha Piccadilly. Em 1923, surgiu uma campanha pública contra a proibição parlamentar de 1902, e Frank Pick foi promovido a diretor-gerente assistente do grupo Underground. Para ajudar a resolver esta questão, Frank Pick reuniu fotografias do congestionamento em Finsbury Park e distribuiu-as à imprensa. Em 1925, o LNER cedeu à objeção. Pick começou a trabalhar na proposta de extensão e obteve aprovação parlamentar em 1929. O alinhamento baseou-se na ausência de desenvolvimento imobiliário ao longo da linha. O financiamento foi obtido através da legislação ao abrigo da Lei de Desenvolvimento (Garantias de Empréstimos e Subvenções) em vez da Lei de Facilidades Comerciais. Anéis de túnel, cabeamento e concreto foram produzidos no norte da Inglaterra, enquanto trabalhadores industriais desempregados ajudaram na construção da extensão.  22 escudos de túneis foram usados durante a construção iniciada em 1930. A estação foi inaugurada em 19 de setembro de 1932 como terminal da primeira seção da extensão da linha Piccadilly para Cockfosters. A linha foi estendida para Oakwood em 13 de março de 1933. Seu nome foi escolhido após deliberação pública: as alternativas eram "Arnos Park", "Bowes Road" e "Southgate".

### Incidentes
Na noite de 13 de outubro de 1940, durante a Blitz, um único avião alemão lançou uma única bomba sobre casas ao norte da estação Bounds Green. A destruição das casas causou o colapso da extremidade norte do túnel da plataforma no sentido oeste. Como resultado, os serviços ferroviários entre Wood Green e Cockfosters foram interrompidos durante dois meses. Em 11 de agosto de 1948, um trem de passageiros descarrilou quando os bogies dianteiro e traseiro de uma carruagem seguiram rotas diferentes em um conjunto de pontos da estação. Em 7 de julho de 2005, uma bomba explodiu em um trem que viajava entre King's Cross St. Pancras e Russell Square. Os serviços de trem entre Hyde Park Corner e Arnos Grove foram interrompidos até 4 de agosto do mesmo ano.

## Edifício da estação
Como as outras estações que Charles Holden projetou para a extensão, Arnos Grove foi construída em estilo europeu moderno usando tijolo, vidro e concreto armado e formas geométricas básicas.  Uma bilheteria circular, em forma de tambor, feita de painéis de tijolo e vidro, ergue-se de uma estrutura baixa de um andar e é coberta por um telhado plano de laje de concreto.  Diz-se que o projeto foi inspirado na Biblioteca Municipal de Estocolmo e no arquiteto sueco Gunnar Asplund, embora Charles Hutton, assistente-chefe de Holden, tenha afirmado que Holden baseou a ideia em um alojamento de jardineiro no Sanatório Midhurst projetado por Adams, Holden e Pearson em 1904–1906. O centro da bilheteria é ocupado por uma bilheteria abandonada (um passímetro no jargão do metrô de Londres) que abriga uma exposição sobre a estação e a linha. O projeto original de Holden foi detalhado por Charles Hutton, que também teve que alterar o método de construção da estação de metrô Sudbury Town devido a problemas com vazamentos no telhado de concreto, descolorindo a alvenaria.

## A estação hoje
Três trilhos paralelos passam pela estação, com duas plataformas dupla-face entre o trilho central e os trilhos externos. As bordas das plataformas são rotuladas como plataforma 1 e 2, e plataforma 3 e 4, de forma que os dois trilhos externos sejam acessíveis a partir das plataformas 1 e 4, e o trilho central, normalmente utilizado pelos trens que terminam e fazem ré em Arnos A estação Grove é acessível pelas plataformas 2 e 3. As plataformas 1 e 2 são designadas para trens para Cockfosters enquanto as plataformas 3 e 4 são para trens para o Centro de Londres.

## Serviços e conexões

### Conexões
As rotas dos ônibus de Londres 34, 184, 232, 251, 298, 382 e a rota noturna N91 servem a estação.
A estação ferroviária de New  Southgate fica a dez minutos a pé de Arnos Grove.